# Faílde (La Coruña)
Faílde `(en gallego y oficialmente, O Faílde) es una aldea española situada en la parroquia de Suevos, del municipio de La Baña, en la provincia de La Coruña, Galicia.

## Demografía
| Gráfica de evolución demográfica de Faílde entre 2000 y 2018 |
|                                                              |
| Datos según el nomenclátor publicado por el INE.             |